# Michelle Monaghanová
Michelle Lynn Monaghanová (nepřechýleně Monaghan; * 23. března 1976, Winthrop, Iowa, USA) je americká herečka a bývalá modelka.

## Život
Na vysoké škole vystudovala žurnalistiku a chtěla se stát novinářkou. Do roku 2000 pracovala jako modelka.
Na začátku nového tisíciletí se poprvé objevila v televizi v seriálu Právo a pořádek, ve filmu debutovala v roce
2001 ve snímku Parfém. Proslulost a popularitu jí přineslo až účinkování ve filmech Bournův mýtus z roku 2004 a dále také film Constantine z roku 2005, v témže roce se objevila i v akčním trháku Mr. & Mrs. Smith.
Zahrála si ve snímku Mission: Impossible III, hlavní roli ztvárnila v romantickém snímku Jak ukrást nevěstu z roku 2008.